# Camponotus maynei
Camponotus maynei é uma espécie de inseto do gênero Camponotus, pertencente à família Formicidae.